# Karl Egloff

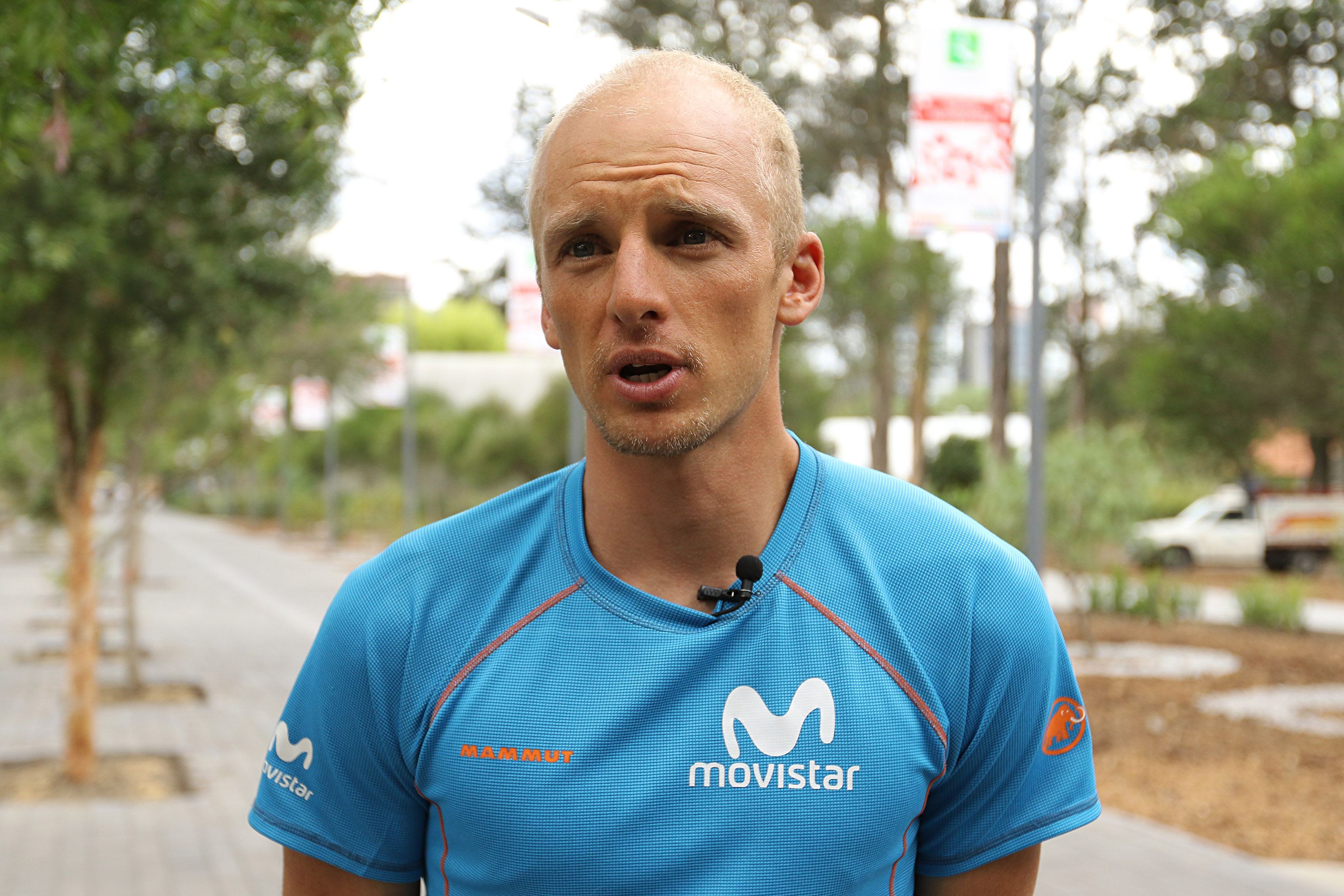
Karl Egloff (2015)

Karl Egloff (* 16. März 1981 in Quito, Ecuador) ist ein ecuadorianisch-schweizerischer Extrembergsteiger und Mountainbiker. Er hält die Geschwindigkeitsrekorde für vier der sieben höchsten Kontinentalgipfel (Seven Summits).

## Leben
Egloff wuchs in Quito als Sohn des Schweizer Bergführers Karl Egloff aus dem Toggenburg und seiner ecuadorianischen Frau auf. Im Alter von 15 Jahren hat er seinen Vater unterstützt, der als Bergführer arbeite. Mit 17 zog er nach Zürich, um sich als Fussballer im Nachwuchs des FC Zürich und der Grasshoppers zu versuchen. Der Traum von einer Fussballkarriere platzte jedoch. Zurück in Ecuador wandte er sich dem Mountainbikesport zu und gehörte während acht Jahren zur Weltspitze im Mountainbike-Marathon.
Danach wechselte er auf Anregung eines Bekannten zum Berglauf und zu Speedbesteigungen. International bekannt wurde er, als er in kurzem Abstand zwei Geschwindigkeitsrekorde des Spaniers Kílian Jornet brechen konnte. 2014 bezwang er den Kilimandscharo in 6 Stunden und 42 Minuten, womit er Jornets Rekord um 32 Minuten unterbot. Ein halbes Jahr später gelang ihm die Besteigung des Aconcagua in einer Zeit von 11 Stunden und 52 Minuten für Auf- und Abstieg, womit er Jornets Rekord um eine Stunde verbesserte. 2017 gelang Egloff zudem die schnellste Besteigung des Elbrus und 2019 jene des Denali, so dass er die Geschwindigkeitsrekorde für vier der Seven Summits hält.
Karl Egloff ist verheiratet und hat zwei Kinder. Nach einem bewaffneten Überfall mit Geiselnahme während eines Strandurlaubs in Ecuador im Dezember 2022 fasste die Familie den Entschluss, sich in der sichereren Schweiz niederzulassen. Seit Juni 2024 lebt Egloff im Kanton Zürich und arbeitet als Bergführer im Kanton Glarus. 
Daneben trainiert er in seinem Keller für weitere Geschwindigkeitsrekorde im Hochgebirge, insbesondere am Mount Everest. Am 23. Mai 2025 brach er dort eine Direktbesteigung vom Basislager bis auf den Gipfel ohne zusätzlichen Sauerstoff ab, weil das Wetter ungünstig war. Gleichzeitig strebte der US-Amerikaner Tyler Andrews einen Geschwindigkeitsrekord mit Sauerstoff an, musste aber ebenfalls aufgeben.

## Rekorde
- 2012: Cotopaxi, Ecuador, 5897 m. Zeit: 1 Stunde, 37 Minuten. Datum: 12. Dezember 2012
- 2014: Kilimandscharo, Tansania, 5895 m. Zeit: 6 Stunden, 42 Minuten. Datum: 13. August 2014
- 2015: Aconcagua, Argentinien, 6962 m. Zeit: 11 Stunden, 52 Minuten. Datum: 19. Februar 2015
- 2016: Cerro El Plomo, Chile, 5424 m. Zeit: 5 Stunden, 55 Minuten. Datum: 6. Januar 2016
- 2016: Huascarán, Peru, 6655 m. Zeit: 11 Stunden, 0 Minuten. Datum: 30. Juni 2016
- 2017: Elbrus, Russland, 5642 m. Zeit: 4 Stunden, 20 Minuten. Datum: 7. Mai 2017
- 2019: Denali, USA, 6190 m. Zeit: 11 Stunden, 94 Minuten. Datum: 20. Juni 2019
- 2021: Cotopaxi, Ecuador, 5897 m. Zeit: 1 Stunde, 36 Minuten. Datum: 19. Oktober 2021
- 2022: Makalu, Nepal, 8463 m. Zeit: 17 Stunden, 18 Minuten. Datum: 8. Mai 2022